# Barry Lopez
Barry Holstun Lopez, (Port Chester, Nueva York, 6 de enero de 1945 - Condado de Lane, Oregón, 25 de diciembre de 2020) fue un escritor estadounidense cuyos libros son conocidos por tratar de cuestiones ambientales y humanitarias. Fue galardonado con el National Book Award por su libro Arctic Dreams (1986). mientras que Of Wolves and Men (1978) fue finalista.

## Biografía
Barry Lopez nació en Port Chester (Nueva York) y creció en California del Sur y en la ciudad de Nueva York. Estudió en la Universidad de Notre Dame consiguiendo sus diplomas en 1966 y 1968. También estudió en la Universidad de Nueva York y en la Universidad de Oregón. Sus ensayos, historias cortas, reseñas y artículos de opinión empezaron a aparecer en 1966. Hasta 1981 fue fotógrafo de paisajes.
Ha viajado a través de ochenta países. y en 2002 fue elegido Fellow of the Explorers Club.
Lopez ha sido descrito como "el mejor escritor de la naturaleza" por el San Francisco Chronicle. En sus ensayos, Barry Lopez examina la relación entre la cultura humana y el paisaje físico, mientras que en sus ficciones trata de las cuestiones de la intimidad, de la ética y de la identidad social.
Un archivo de los manuscritos de López ha sido constituido en la Texas Tech University, donde es Visitante Académico Distinguido.
Barry Lopez vivía cerca de Finn Rock (Oregón) al borde dea McKenzie River en el oeste de Oregón.
Falleció el 25 de diciembre de 2020 a los 75 años tras padecer cáncer de próstata.

### Ficción
- Desert Notes: Reflections in the Eye of a Raven (1976)
- Giving Birth to Thunder, Sleeping with His Daughter (1978)
- River Notes: The Dance of Herons (1979)
- Winter Count (1981), Distinguished Recognition Award, Friends of American Writers[11]
- Crow and Weasel (1990), Parents' Choice Award[12]
- Field Notes: The Grace Note of the Canyon Wren (1994), Pacific Northwest Booksellers Association Award,[13] Critics' Choice Award[5]
- Lessons from the Wolverine (1997)
- Light Action in the Caribbean (2000)
- Resistance (2004), Oregon Book Award
- Outside (2014)

### No ficción
- Of Wolves and Men (1978), National Book Award finalist, John Burroughs Medal, Christopher Medal, Pacific Northwest Booksellers Association Award
- Arctic Dreams: Imagination and Desire in a Northern Landscape (1986), National Book Award, Christopher Medal, Pacific Northwest Booksellers Association Award, Oregon Book Award, National Book Critics Circle Award finalist[14]
- Crossing Open Ground (1988)
- The Rediscovery of North America (1991)
- About This Life: Journeys on the Threshold of Memory (1998)
- Apologia (1998)
- Horizon (2019)[15]

### Antología
- Vintage Lopez (2004). Collected essays and short stories.

### Libros editados por Barry Lopez
- Home Ground: Language for an American Landscape, edited by Barry Lopez and Debra Gwartney. San Antonio: Trinity University Press, 2010.
- The Future of Nature: Writing on a Human Ecology from Orion, selected and introduced by Barry Lopez. Milkweed Editions, 2007.

Sus artículos y reportajes han sido publicados por medios como Harper's, Orion, The New York Times Magazine, Granta, The Sun, y Manoa, y en Best American Essays, Best American Spiritual Writing, Best American Nonrequired Reading, Outside, National Geographic, The Paris Review, Witness, and The Georgia Review.

## Premios y honores
- National Book Award
- Award in Literature, American Academy of Arts and Letters
- Lannan Literary Award
- Guggenheim Fellowship
- John Burroughs Medal
- John Hay Medal
- Three Pacific Northwest Booksellers Association Awards
- Two Oregon Book Awards
- Two Pushcart Prizes
- Two Christopher Medals
- PEN Syndicated Fiction Award
- Five National Science Foundation Antarctica Fellowships
- New York Public Library Literary Lion Award
- Lannan Residency Fellowship
- MacDowell Colony Residency Fellowship
- Academy of Television Arts and Sciences Award
- Oregon Governor's Award
- Lifetime Achievement Award, [Oregon] Literary Arts
- Elected Fellow of the Explorers Club
- Doctor of Humane Letters from Whittier College[16]